# 2012 FC71
2012 FC71，也可以寫為2012 FC71，是一顆受限在古在機制而與地球有著古在諧振的小行星。

## 發現、軌道和物理性質
他是在2012年331日被波提尼在萊蒙山巡天觀測中發現的。 
它的軌道特徵是低離心率（0.088）、低軌道傾角（4.97º）和0.9895天文單位的軌道半長軸。它是一顆阿登小行星，並且也是一顆掠地小行星 。迄2013年5月11日，他的軌道是依據跨越21天弧長的35次觀測計算而得。

## 古在共振和未來的軌道演化
2012 FC71被鎖定在古在諧振，因此它有著非常緩慢的軌道演變，並且它將在現存軌道上相對而言不受攝動的存在數十萬年。它曾經在2012年4月18日接近地球至0.076天文單位，而在2013年5月21日更接近至0.057天文單位

## 來源
它可能是起源於金星-地球-火星區域內，或是像其它近地小行星一樣來自主帶，然後再成為與地球共軌的小行星之前，經歷阿莫爾型小行星的轉換。

## 註解
- ^  This is assuming an albedo of 0.20–0.04.

## 外部連結
- http://www.minorplanetcenter.net/db_search/show_object?object_id=2012+FC71（页面存档备份，存于） data at MPC
- MPEC 2012-G13 : 2012 FC71（页面存档备份，存于） (Discovery MPEC)